# فورد اروپا
فورد اروپا (به انگلیسی: Ford of Europe) شرکت خودروسازی چندملیتی است، که به‌عنوان شرکت تابعه‌ای از گروه خودروسازی فورد در منطقه اروپا فعالیت می‌کند.
شرکت فورد اروپا در سال ۱۹۶۷ از ادغام دو شرکت زیرمجموعه کمپانی فورد، بنام‌های فورد بریتانیا و فورد آلمان راه‌اندازی شد.
در سال ۲۰۰۹ شمار کارکنان شرکت فورد اروپا ۶۹٫۴۰۰ نفر اعلام شد، که در ۱۲ کارخانه این شرکت در کشورهای بریتانیا، آلمان، رومانی، بلژیک، اسپانیا، روسیه و بلاروس اشتغال داشتند. دفتر مرکزی این شرکت در شهر کلن، آلمان قرار دارد.